# Paul-Henry Gendebien
Paul-Henry Gendebien (ur. 9 lipca 1939 w Hastières-par-delà, zm. 3 maja 2024 w Liège) – belgijski polityk, poseł Parlamentu Europejskiego I Kadencji, należący do Frakcji „Niezrzeszonych”.

## Funkcje pełnione w Parlamencie Europejskim
- Członek Komisji ds. Transportu (1979–1982)
- Członek Komisji ds. Polityki Regionalnej i Planowania Regionalnego (1982–1984)
- Członek Delegacji ds. stosunków z państwami Ameryki Łacińskiej (1983–1984)[2]